# Knut Bengtsson (Aspenäsätten)
Knut Bengtsson (Aspenäsätten),, född på 1300-talet, död 1419–1420, var en svensk häradshövding.

## Biografi
Knut Bengtsson (Aspenäsätten) var son till svennen Bengt Jonsson (Aspenäsätten) och Ingeborg Gregersdotter (Styrbjörnssönernas ätt). Han nämns första gången 25 januari 1392. Knut Bengtsson var från 1400 till 1407 häradshövding i Öknebo härad. Han levde fortfarande 2 april 1419 och begravdes 26 september 1420 i Vadstena kloster.

### Egendom
Knut Bengtsson hade Sundby i Kärnbo socken som sätesgård. Han ägde jord i bland annat Ulleråkers härad i Uppland, i Jönåkers härad och Österrekarne härad i Södermanland och Tveta härad i Småland.

### Familj
Knut Bengtsson var troligen gift redan 20 februari 1402 med Sofia Gertsdotter (Snakenborg), dotter till riddaren Gerhard Snakenborg och Kristina Bengtsdotter (Bielke). De fick tillsammans barnen Bengt Knutsson (nämnd 1421), Kristina Knutsdotter som var gift med Knut Svensson (Sten Lalasons ätt) och riddaren och riksrådet Birger Trolle och Ingeborg Knutsdotter som var gift med Magnus Pik.
Han gifte sig andra gången med Birgitta Bengtsdotter (död 1420).